# Muertos comunes
Muertos comunes es una película española de 2004 dirigida por Norberto Ramos del Val y protagonizada por Javier Albalá y Ernesto Alterio.

## Argumento
En la Pamplona de 1973, cerca de las instalaciones del Quinto Regimiento de Zapadores, aparece el cuerpo violado y asesinado de Blanca Huete, una joven civil que trabajaba en dichas instalaciones. El inspector de policía Eusebio Luquin (Javier Albalá) debe resolver el caso con la ayuda de su nuevo subinspector, Fermín (Ernesto Alterio). Pese a las evidentes pruebas que señalan a tres soldados del regimiento como culpables, la sucesión de las muertes de estos tres soldados y otros potenciales implicados, hacen sospechar que no todo es tan evidente como en un principio parece..

## Reparto
- Javier Albalá es Eusebio Luquin.
- Ernesto Alterio es Fermín Goyoaga.
- Luchi López es Elvira.
- Adolfo Fernández es Comandante Toledo.
- Ion Inciarte es Marcelo.
- Fernando Delgado es Comisario.
- Juan Carlos Martín es Capitán Gayubas.
- Sonia Almarcha es Charo.
- Pilar Castro es Juani.
- Andrés Gertrudix es Sargento Errea.